# Victory Road
Victory Road er et pay-per-view-show inden for wrestling produceret af Total Nonstop Action Wrestling (TNA). Det er ét af organisationens månedlige shows og blev afholdt første gang i november 2004, hvor det var TNA's første pay-per-view-show overhovedet. Fra 2006 til 2010 blev showet afholdt i juli, men fra 2011 byttede det plads med Destination X og blev således afholdt i marts. Alle shows – undtagen 2008-udgaven – har fundet sted i Impact! Zone i Orlando, Florida. 

## Resultater

### 2010
Victory Road 2010 fandt sted d. 11. juli 2010 fra Impact! Zone i Orlando, Florida. 
- TNA X Division Championship: Douglas Williams besejrede Brian Kendrick
- Brother Ray besejrede Brother Devon og Jesse Neal i en 3-way match
- TNA Women's Knockout Championship: Angelina Love besejrede Madison Rayne
- A.J. Styles og Kazarian besejrede Rob Terry og Samoa Joe
- Hernandez besejrede Matt Morgan i en steel cage match
- Jay Lethal besejrede Ric Flair
- TNA World Tag Team Championship: The Motor City Machine Guns (Alex Shelley og Chris Sabin) besejrede Beer Money, Inc. (James Storm og Robert Roode)
- Kurt Angle besejrede D'Angelo Dinero
- TNA World Heavyweight Championship: Rob Van Dam besejrede Jeff Hardy, Mr. Anderson og Abyss i en 4-Way Match

### 2011
Victory Road 2011 fandt sted d. 13. marts 2011 fra Impact! Zone i Orlando, Florida. 
- Tommy Dreamer besejrede Bully Ray i en no DQ falls count anywhere match
- TNA Knockout Tag Team Championship: Rosita og Sarita besejrede Angelina Love og Winter
- Hernandez besejrede Matt Morgan i en first blood match
- TNA X Division Championship: Kazarian besejrede Jeremy Buck, Max Buck og Robbie E (med Cookie) i en ultimate X match
- TNA World Tag Team Championship: Beer Money, Inc. (James Storm og Robert Roode) besejrede Ink Inc. (Jesse Neal og Shannon Moore)
- A.J. Styles besejrede Matt Hardy (med Ric Flair)
- Mr. Anderson og Rob Van Dam
- TNA World Heavyweight Championship: Sting besejrede Jeff Hardy i en no DQ match
  - Den 11-dobbelte verdensmester Sting vandt kampen på bare 90 sekunder. Jeff Hardy var tilsyneladende ude af stand til at wrestle, hvilket efterlod Sting og TNA-fans rasende. Hardy blev sendt hjem efterfølgende af TNA.